# Dorfkirche Kirch Grambow

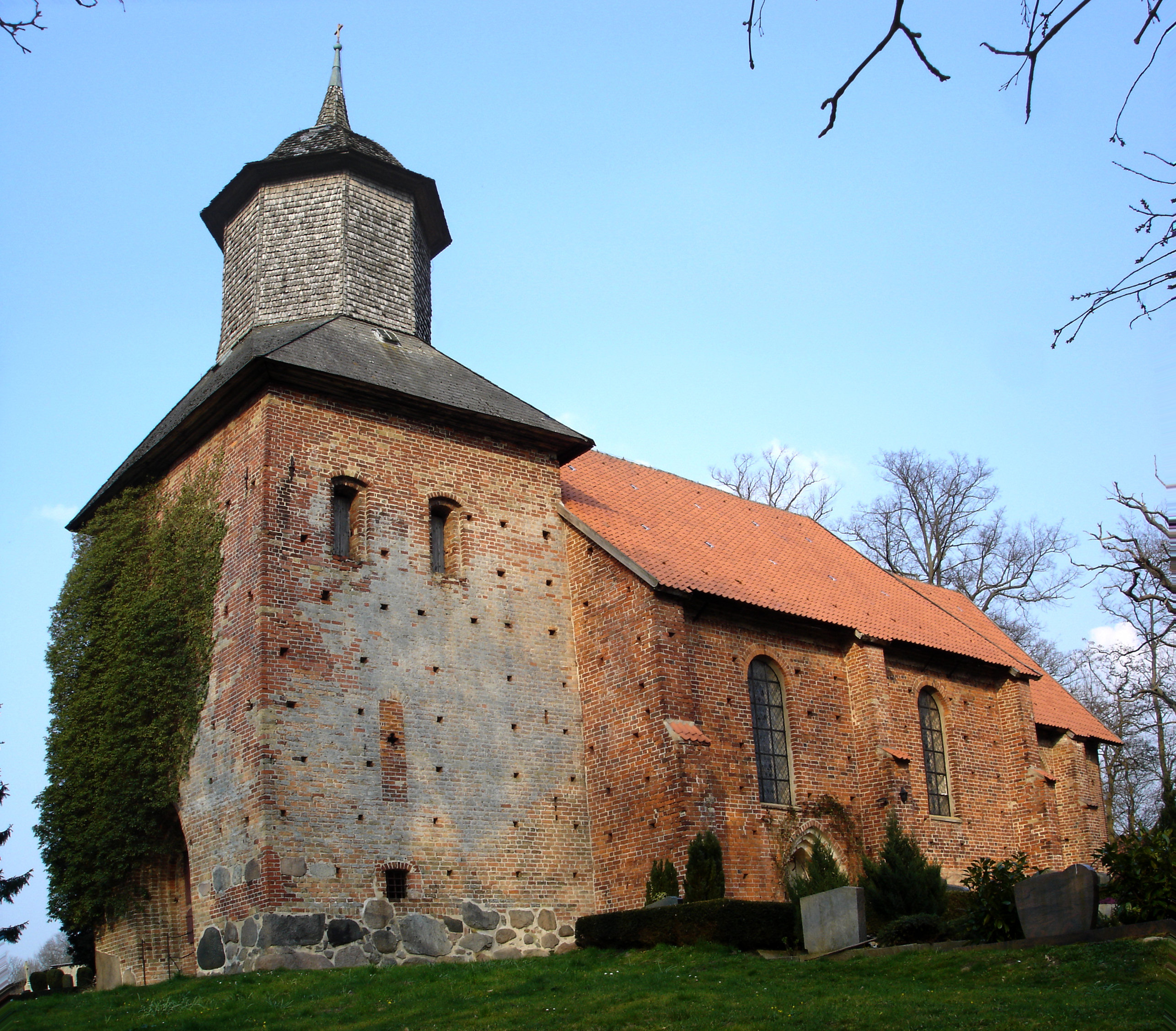
Kirche Kirch Grambow

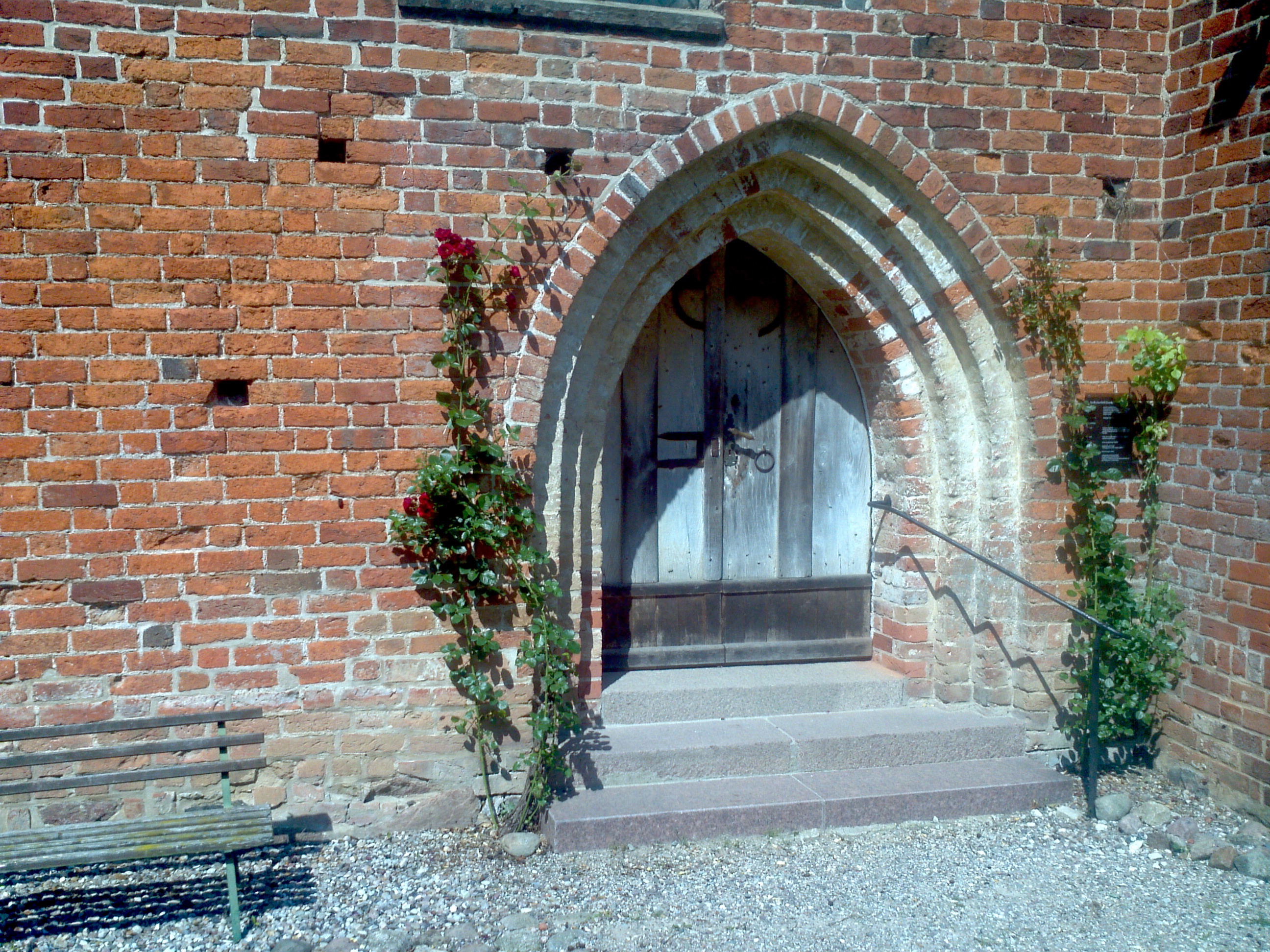
Portal Südseite

Die Dorfkirche Kirch Grambow ist ein Kirchbau der Backsteingotik in der Gemeinde Wedendorfersee im Landkreis Nordwestmecklenburg. Sie ist eine der Kirchen der verbundenen Kirchengemeinden Rehna – Kirch Grambow – Meetzen in der Propstei Wismar im Kirchenkreis Mecklenburg der Evangelisch-Lutherischen Kirche in Norddeutschland.

## Das Ensemble
Auf engem Raum befinden sich fünf Gebäude, von denen vier unter Denkmalschutz stehen. Dazu gehören das Pfarrwitwenhaus von 1669, das Küsterhaus, das am Anfang des 19. Jahrhunderts erbaut wurde, die Kirche und das Pfarrgehöft, auf dem die 1704 erbaute Scheune, sowie das Pfarrhaus von 1794 stehen. Bis auf das Küsterhaus und das Pfarrwitwenhaus gehören die Gebäude der Kirche. Die betreffenden Bauten weisen ein Fundament aus Feldsteinen auf. Pfarrwitwenhaus, Pfarrhaus und Scheune bestehen aus Fachwerkkonstruktionen mit Gefachen aus Ziegelsteinen und sind mit Stroh oder Stein gedeckt.

## Kirche

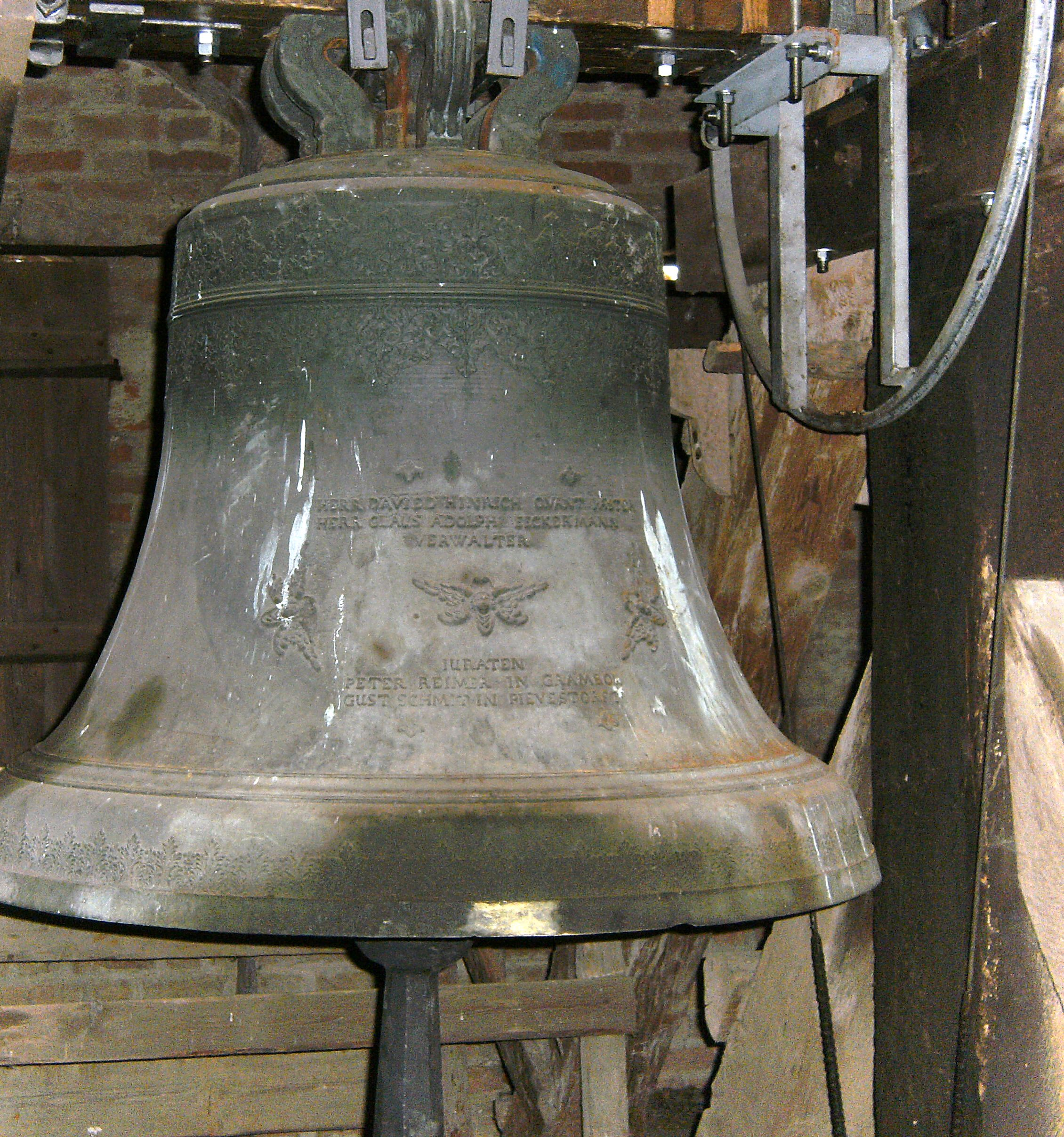
Kleine Glocke

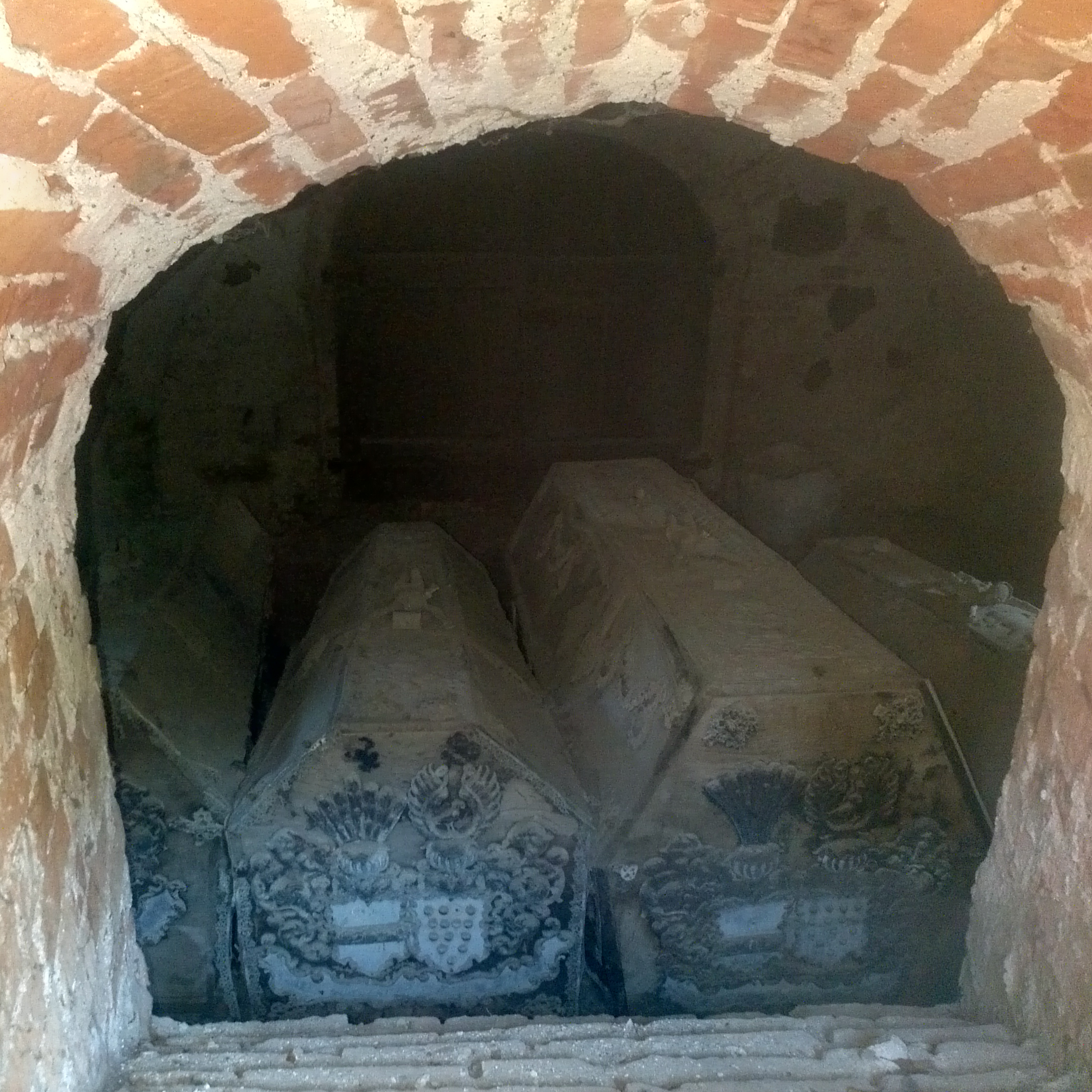
Gruft unter dem Turm

1267 wurde die gotische Kirche das erste Mal erwähnt. Der Backsteinbau aus dem 13. Jahrhundert steht auf einem Fundament aus Feldsteinen. Er ist in rechteckiger Form angelegt und der quadratische Chor schließt sich an. Dieser war ursprünglich gewölbt. Das geplante Langhaus sollte ebenso eine Wölbung erhalten, hat heute aber eine flache Decke.
Charakteristisch ist der zum Teil aus Holz bestehende Turm in Form eines achtseitigen Pyramidenhelms. Dieser wurde in der zweiten Hälfte des 17. Jahrhunderts erbaut. Die Entstehungszeit der Kirche selbst ist strittig. Der Backsteinkorpus mag aus dem 13. Jahrhundert stammen, der Dachstuhl ist neueren Untersuchungen zur Folge aber deutlich jünger und könnte auch mit dem Bau des Turmhelms entstanden sein. Indizien für eine spätere Datierung sind die Existenz eines Kehlbalkendaches ohne Kreuzstreben, aber mit einer Stuhl- und Hängewerkskonstruktion, deren Einbau nachweislich erst seit dem 15. Jahrhundert üblich war. Auch andere Merkmale sprechen für einen Umbau des Dachwerks nach dem 16. Jahrhundert. Die Verzapfungen der Knotenpunkte, das Römische Ziffernsystem der Abbundzeichen sowie die überwiegende Verwendung von Nadelholz.
Es existierten zwei Glocken. Die größere mit einem Durchmesser von 1,32 Meter, wurde im Jahr 1736 umgegossen. Die kleine Glocke mit einem Durchmesser von 1,22 Meter wurde 1749 ebenfalls, wahrscheinlich aufgrund von Beschädigungen, umgegossen. Heute befindet sich nur noch die kleine Glocke im Glockenturm der Kirche mit der Inschrift: „Herr Davied Hinrich Quant Pastor – Herr Claus Adolph Eckermann Verwalter – Juraten Peter Reimer in Grambow ; Gust Schmidt in Pievestorff.“ Auf der Rückseite der Glocke stehen die Jahreszahl der Umgießung, der Patron Johann Hartwig Freiherr von Bernstorff, sowie der Glockengießer Dietrich Strahlborn aus Lübeck. Die große Glocke wurde im Zweiten Weltkrieg eingeschmolzen.
An der Südseite der Kirche finden sich zwei Spitzbogenportale. Die Fenster, die das heutige Aussehen der Kirche prägen, wurden in der Vergangenheit immer wieder verändert und haben nicht mehr ihre ursprüngliche Form. Die aktuelle Form gestaltete 1865 der Baumeister Daniel, er schuf unter anderem auch den Turm des Schweriner Doms. Eine Ausnahme stellen jedoch die Fenster im Chorraum dar – sie haben bis heute ihre ursprüngliche Fassung behalten.
Im Laufe der Jahre hatte sich um das gesamte Bauwerk eine etwa 1,5 Meter mächtige Erdschicht angesammelt. Auch aus diesem Grund, wurde die Kirche im Jahr 1998 einer umfangreichen Restaurierung unterzogen, wobei man die Erde um das Fundament abtrug. Im Inneren der Kirche legte man mittelalterliche Ornamente frei und rekonstruierte Wandmalereien aus dem 17. Jahrhundert.

## Ausstattung
Der Altar stammt aus der Zeit des Knorpelbarock vom Ende des 17. Jahrhunderts und weist zahlreiche Schnitzfiguren auf. Unter anderem oben die Frauengestalten Fides, Caritas und Victoria, die laut ihren Namen Glaube, Liebe und Sieg verkörpern. Darüber hinaus finden sich im Mittelbereich Mose mit den Gesetzestafeln und Aaron, der Bruder des Mose, sowie darüber Johannes der Täufer und der Prophet Elija in der Altargestaltung wieder.
Integrierte Gemälde im Altar zeigen das Abendmahl in der Predella und oben die Auferstehungsszene. Ein Bildwerk im Mittelteil ging in der Vergangenheit verloren und wurde schon im 18. Jahrhundert durch ein freistehendes geschnitztes Werk, eine Kreuzigungsgruppe mit Johannes und Maria, ergänzt. Der Altar ist eine Stiftung des „ehemaligen Kurhannoverschen Staatsministers und Geh. Rathes Andreas Gottlieb von Bernstorff“.
Eine weitere Stiftung aus der Barockzeit ist die Kanzel von 1697. Schlicht in ihrer Gestaltung, zieren diese lediglich ein paar geschwungene Säulen. Aktuell ist sie in einem dunkelbraunen Farbton gestrichen, in sogenannter Bierlasur.
Unter der Kanzel finden wir den „Kirchenblock“ von 1795. Er diente einst dazu, die im Gottesdienst gesammelte Kollekte aufzubewahren.
Aus einem Schreiben vom 24. April 1936 geht hervor, dass der Altar, sowie die Kanzel stark vom Holzwurm befallen waren. Um den fortschreitenden Verfall zu verhindern, konsultierte man die Landesbau- und Landeskunstdenkmalpflege. Die Objekte wurden nicht als eigentliche Kunstwerke, sondern als funktionale Ausstattungsstücke betrachtet. Die alte Konsole der Kanzel wurde ersetzt, während man die ungestrichenen Teile mit Xylamon behandelte. Die völlig zerstörten korinthischen Kapitelle (Säulen) wurden ebenfalls erneuert. Die Wurmlöcher am Altar wurden vorsichtig, mit einer mit Petroleum gefüllten Nähmaschinenspritzkanne, bearbeitet. Bleibende Wurmlöcher schlossen die Fachleute mit gefärbtem Kitt.
Das Taufbecken zeigt gemalte Frauenfiguren verschiedene Tugenden symbolisierend: Prudentia (Einsicht), Fortitudo (Tapferkeit), Temperantia (Selbstbeherrschung), Spes (Hoffnung), Caritas (Liebe) und Justitia (Gerechtigkeit). Die zugehörige Taufschale aus Messing zeigt einen Ring von Hirschen und in der Mitte einen Engel, der Maria grüßt. Stifter dieses Ausstattungsstückes waren Adam und Hartwig von Bülow.
Insgesamt befanden sich vier Gutsemporen in der Kirche: die Wedendorfer, Gross-Hundorfer (beide Gemeinde Wedendorfersee), Hindenberger (Gemeinde Veelböken), an der Südseite und die der Hanshäger auf der Nordseite des Kirchenschiffes.
Mittig an der Wedendorfer Empore waren die Wappen der Familie von Bülow, 14 Goldkugeln auf blauen Grund, angebracht. Ebenfalls sichtbar waren auch die Wappen der Mitglieder: Adam von Bülow, Ilse von Halberstadt, Hartwig von Bülow und Margaretha von Maltzan. Unter diesen Wappen vervollständigte die Unterschrift „Anno 1623“ das Gesamtbild. Die Gross-Hundorfer Empore, beinhaltete unter anderem das Wappen des Barthold von Bülow und seiner Frau Gudel von Dannenberg. Auf der Empore der Hindenberger waren Wappen von Ida Rausch, H. von Behr und Theda von Knipphausen sichtbar. An der Nordseite bot den Hauptwappen der Familien von Bernstorff und von Bülow die Hanshäger Empore Platz. Darunter prangten die Initialen „A. F. v. B. 1725“.
Heute steht nur eine Orgelempore an der Westseite des Innenraumes. Einige Wappenbilder, hauptsächlich derer von Bülow und von Bernstorff, sind bis in die Gegenwart erhalten geblieben.
In einer Nische an der Nordwand ist eine Grabplatte aufgestellt, die der Inschrift nach verrät, dass „Adam und Hartwig von Bülowen“ hier ein Erbbegräbnis einrichten ließen. Dieser Stein lag bis etwa 1930 im Chor der Kirche, er zeigt das Wappen derer von Bülow mit Eintiefungen für ehemals enthaltene Kugeln. Diese fehlen gänzlich und werden eventuell aus Messing bestanden haben. Im Eingangsbereich existiert eine weitere Grabplatte, sie steht für den pietistischen Lübecker Arzt Johann Salomon Hattenbach, der seine Frau hier in der Kirche 1699 beerdigte, der umlaufende Text ist durch mehrere Ausbrüche unlesbar geworden.

### Orgel
Die Orgel geht zurück auf eine Orgel, die von dem Orgelbauer Friese im Jahre 1884 erbaut worden war. Dieses Instrument wurde 1967 von der Orgelbaufirma Mecklenburger Orgelbau (Plau am See) instand gesetzt und musste in großen Teilen erneuert werden. Erhalten werden konnte nur ein Register. Das Instrument hat 5 Register – Gedackt 8′, Prinzipal 4′, Rohrflöte 4′ (original), Waldflöte 2′, Cymbel – auf einem Manualwerk. Das Pedal ist angehängt.

## Friedhof
Auf dem die Kirche umgebenden Friedhof befindet sich unter einem Granit-Kreuz die von Arthur von Bernstorff angelegte Begräbnisstätte des Wedendorfer Zweiges der Familie von Bernstorff.
Hinter dem Chor der Kirche ist die Grabplatte für den Pastor und Libetttisten Johann Benedikt Jakob von Königslöw erhalten.

## Pfarrwitwenhaus

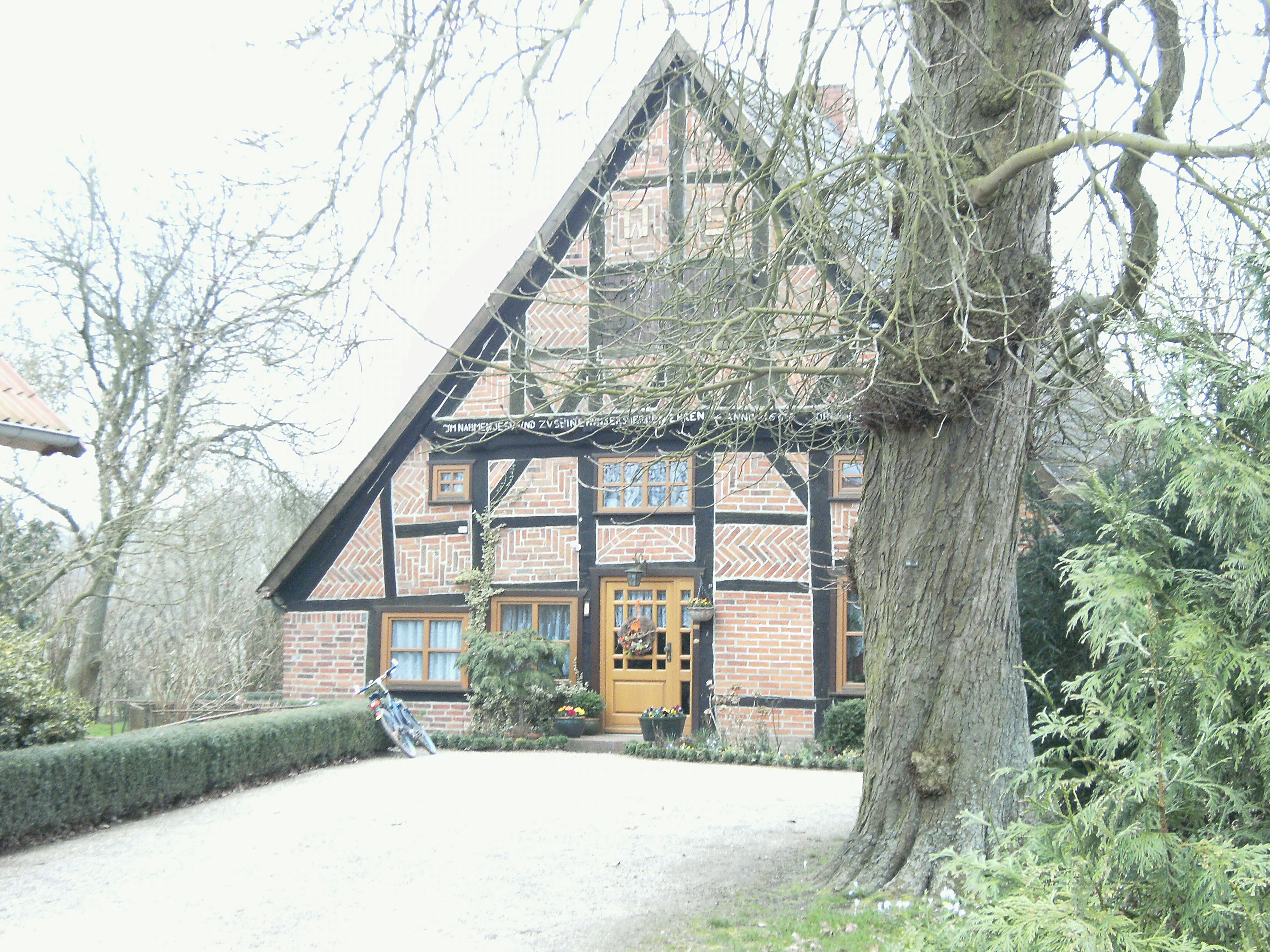
Pfarrwitwenhaus

Das Pfarrwitwenhaus wurde im Jahre 1669 erbaut und ist in seiner baulichen Struktur weitestgehend erhalten geblieben. Im Grundriss ist es ein Hallenhaustyp mit Diele, heute gehen zu allen Seiten Kammern ab. Die damalige Nutzung bestand darin, dass verwitwete Pastorenfrauen dort einen Alterssitz erhielten. Sogar Graf von Bernstorff auf Bernstorff fand dort mit seiner Familie Notunterkunft, nachdem er im Zuge der Bodenreform im Dezember 1945 seinen Wohnsitz verlassen musste.

## Küsterhaus
Das Küsterhaus wurde gegen 1820 errichtet und diente als Schulhaus für Grambow, Kasendorf und Groß Hundorf. Nach einer Erweiterung durch einen Backsteinanbau um 1900 diente es bis in die 1950er Jahre als Schule. Das Gebäude wurde in den Folgejahren als Kindergarten der Gemeinde Wedendorf genutzt. Es befindet sich heute in Privatbesitz und steht als einziges der ehemals zur Kirche gehörenden Gebäude nicht unter Denkmalschutz.

## Pfarrhaus

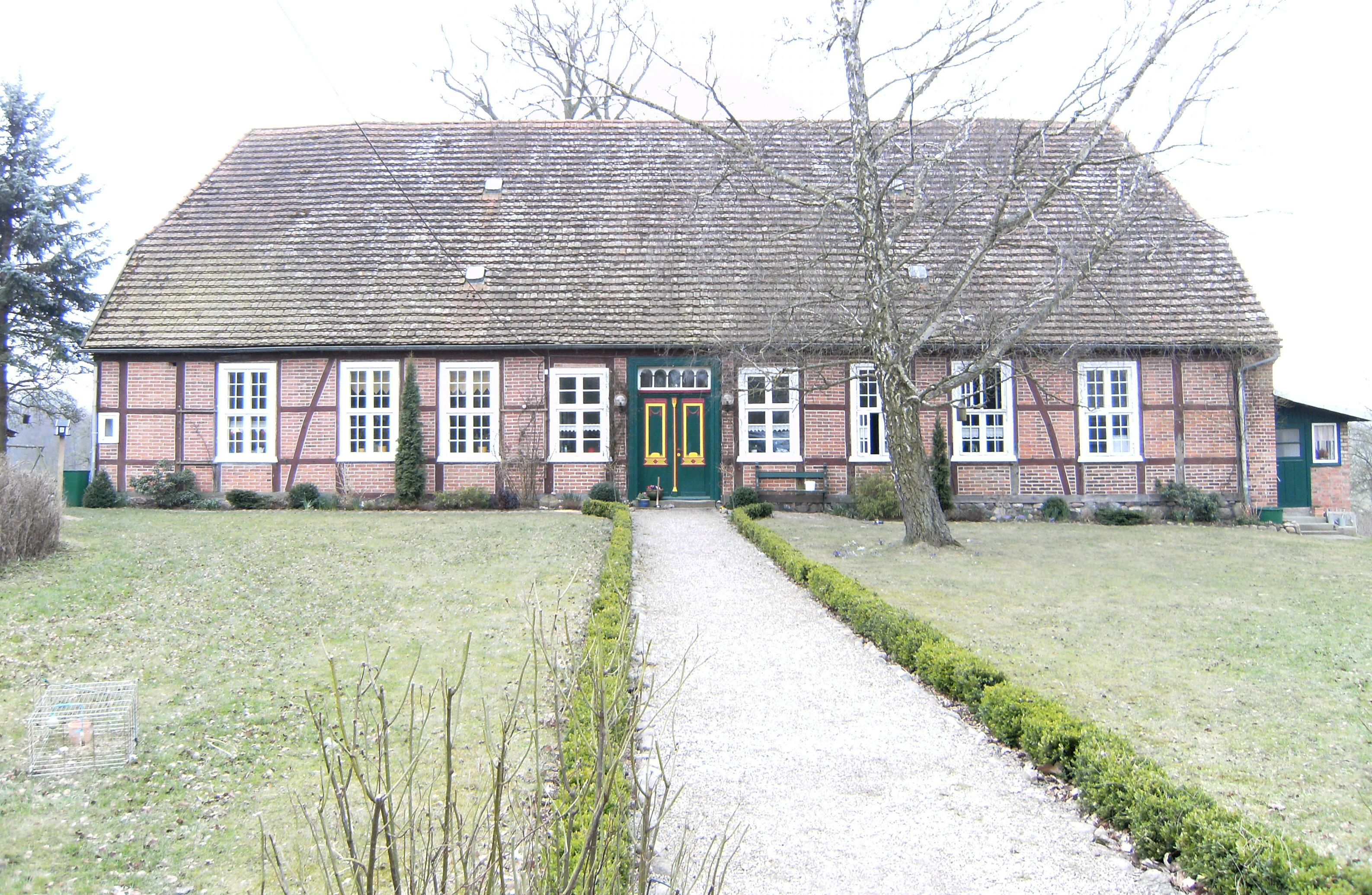
Pfarrhaus

Im auf das Jahr 1794 datierten Pfarrhaus, wurden bis heute einige bauliche Veränderungen vorgenommen. Vormals gab es ein anderes Gebäude, welches als Pfarrhaus diente, wie aus den Akten des Landeshauptarchivs Schwerin hervorgeht. Darunter ein Bericht aus dem Jahre 1699: „Die Wohnung ist von 8 Gebinten mit Stroh gedecket, von zwey Stuben, fünf Kammern und der Küche, noch ein Saale droben, der Hausboden mit eichenen Brettern überleget, noch ist ein Keller darinn, der Schornstein ist guht, das Dach muss ausgebessert werden.“ Es beherbergte in den letzten Jahrhunderten hauptsächlich Pfarrfamilien und Pfarrangestellte. Heute wird das sehr geräumige Haus privat und für Gemeindetätigkeiten, wie zum Beispiel als Gottesdienstraum im Winter oder für den Konfirmandenunterricht, genutzt. Es hat einen Gewölbekeller und einen nicht ausgebauten Dachboden mit Abseiten in den Giebelbereichen. Der mit Ziegeln ausgefüllte Fachwerkbau weist eine Bedachung mit Biberschwanzdeckung auf und hat zur Hofseite acht Sprossenfenster.

## Scheune
Die Scheune wird schon 1699 in Visitationsprotokollen als alt und ausbesserungswürdig beschrieben. Der Fachwerkbau, bestehend aus 6 Fächern, hat ein Strohdach und Pferdeköpfe. Besonders die Balkenkonstruktion hat heute Seltenheitswert. Im Jahre 1962 sollte die baufällige Scheune abgerissen werden. Dies geschah glücklicherweise nicht, da sich Gemeinde und Kirchgemeinde nicht einigen konnten. Auf Anraten des Denkmalschutzes blieb das Gebäude erhalten und wurde 1964 ausgebessert.

## Geistliche
- Johann Benedikt Jakob von Königslöw (1754–1841), seit 1794 Pastor in Kirch Grambow